# Pure Green
Pure Green（ぴゅあ ぐりーん、 - ）は、日本のタレント。
東京都出身。
FM FUJI　ラジオDJとして知られている。

## 出演

### ラジオ
- 水曜日の夜な夜なラウンジ ～My Pure Salon～（FM FUJI）謎の常連客